# Ubuntu (гарнитура)
Ubuntu — гарнитура на основе OpenType, современный гротеск в гуманистическом стиле. Разработана словолитней Dalton Maag при финансовой поддержке Canonical. Ограниченный первый выпуск гарнитуры в рамках бета-программы появился в сентябре 2010 года. Именно тогда Ubuntu стал новым шрифтом по умолчанию в операционной системе Ubuntu начиная с версии Ubuntu 10.10, выпущенной 10 октября 2010 года. Один из разработчиков Ubuntu Винсент Коннаре, создатель Comic Sans и Trebuchet MS. Гарнитура Ubuntu распространяется под лицензией Ubuntu Font License.

## История и особенности
С релизом версии Ubuntu 10.10 в октябре 2010 года впервые была представлена гарнитура Ubuntu в четырёх версиях на английском языке: Regular, Italic, Bold, Bold Italic. С выпуском Ubuntu 11.04 в апреле 2011 года были представлены дополнительные шрифты и расширенный языковой охват. Окончательная версия включает в себя в общей сложности 13 шрифтов:
- Ubuntu в обычном, курсивном, полужирном и жирном курсивном начертаниях;
- Ubuntu Monospace в обычном, курсивном, полужирном и жирном курсивном начертаниях;
- Ubuntu Light, обычный шрифт, курсив;
- Ubuntu Medium, обычный шрифт, курсив;
- Ubuntu Condensed только в обычной версии.

Моноширинная версия, используемая в терминалах, изначально планировалась для Ubuntu 11.04. Однако он был отложен и вместо этого поставлялся с Ubuntu 11.10 в качестве системного моноширинного шрифта по умолчанию.
Шрифт полностью совместим с Unicode и содержит расширенные блоки символов латиницы A и B, греческие символы и расширенную кириллицу. Гарнитура разрабатывалась в первую очередь для использования на экранах, а его трекинг и кернинг оптимизированы для размеров основного текста.

## Использование
Ubuntu остаётся гарнитурой по умолчанию для операционной системы Ubuntu и используется в брендинге проекта Ubuntu.
Шрифты Ubuntu включены в каталог Google Fonts, что делает его легко доступным для веб-типографики, а с 26 апреля 2011 года начертания Ubuntu стали доступны для использования в Google Docs.
Ubuntu Monospace широко используется в компьютерной игре Transistor 2014 года.
Жирный курсив Ubuntu используется в логотипе биткойна наряду с символом биткойн.

## Ubuntu Font Licence
Лицензия на гарнитуру Ubuntu является «промежуточной» (англ. interim) лицензией, разработанной специально для гарнитуры Ubuntu, которая использует эту лицензию с версии 0.68. Лицензия Ubuntu Font Licence основана на свободной лицензии SIL Open Font License.
Лицензия на шрифты Ubuntu позволяет «свободно использовать, изучать, изменять и распространять шрифты» при условии соблюдения условий лицензии. Лицензия использует копилефт, которая требует, чтобы все производные работы распространялись под той же лицензией. Документы, в которых используются шрифты гарнитуры, не требуют лицензирования в соответствии с Ubuntu Font Licence.
Fedora и Debian после рассмотрения этой лицензии и сошлись во мнении, что она несвободна из-за неполных или двусмысленных разрешений на использование и модификацию.